# Overtoom 429-439 (Amsterdam)
Overtoom 249-253, Amsterdam is een gebouwencomplex aan de Overtoom in Amsterdam-West. Het heeft vleugels tot in de Saxenburger- en Reyer Anslostraat.

## Geschiedenis
De Overtoom als Overtoomsche Vaart was eeuwenlang een van de radiaal (water)wegen vanuit Amsterdam richting het (zuid)westen. Wanneer de vaart rond 1903 gedempt wordt is er alleen nog het wegverkeer over, maar de straat werd in de eeuw na demping een steeds belangrijker wordende verbinding tussen Amsterdam-Centrum en Amsterdam-West, Amsterdam Nieuw-West. Gedurende al die tijd werd er gebouwd, gesloopt en opnieuw gebouwd aan de vaart/straat.

## Gebouw
Binnen die continue ontwikkeling werd rond 1881 een complex gebouwd aan de Overtoom tussen de Saxenburgerstraat (oost) en Parkstraat (west). Het complex werd nog gebouw ten tijde dat het gebied onder het gezag van Nieuwer-Amstel viel en er een gracht met op de kade tramrails voor de deur lagen. Het geheel werd neergezet naar een ontwerp van N.H. Blank, die makelaar was op Parkstraat 5. Of hij daadwerkelijk architect was, is vooralsnog onbekend; hij was in ieder geval makelaar; de beroepen makelaar en architect werden destijds gecombineerd. In 1896 pakte de gemeente Amsterdam een groot gebied van Nieuwer-Amstel af. Daarbij kreeg de Parkstraat een nieuwe naam Reyer Anslostraat; Amsterdam had aan het andere eind van de stad al een Parkstraat (bij het Oosterpark. 
Het meest opvallend aan het complex met woningen en bedrijfseenheden is het centrale deel met daarin centraal geplaatst een relatief grote poort met trapportaal. Die toegang is versierd door middel van drie beeldhouwwerkjes (twee in het vlak, een op de sluitsteen). Boven die poort is door middel van risaliet en consoles een balkon geplaatst, dat via pilaren steun biedt aan het balkon op de tweede etage. Het centrale deel dat afsluit middels een dakkapel is bepleisterd, terwijl de overige gevel “kaal” baksteen laat zien met allerlei sluitsteentjes. Het centrale gebouw wordt geflankeerd door twee gespiegelde gebouwen, die grote overeenkomst vertonen, maar geen exacte symmetrie hebben (van origine al of later door verbouwingen). Over de gehele daklijst zijn bij de bepleisterde risalieten festoenen te zien. Ter scheiding van de panden zijn bepleisterde pilasters toegepast. Bijzonder is ook dat een aantal plekken waar ruiten tot de mogelijkheden behoorden blind zijn gelaten; vermoedelijk ter voorkoming voor een aanslag voor glasbelasting.
Na de oplevering is er weinig met de panden gebeurd; ze dienen ook in 2021 nog tot winkels en bewoning. Op 16 december 2008 werd het complex tot gemeentelijk monument verklaard.  

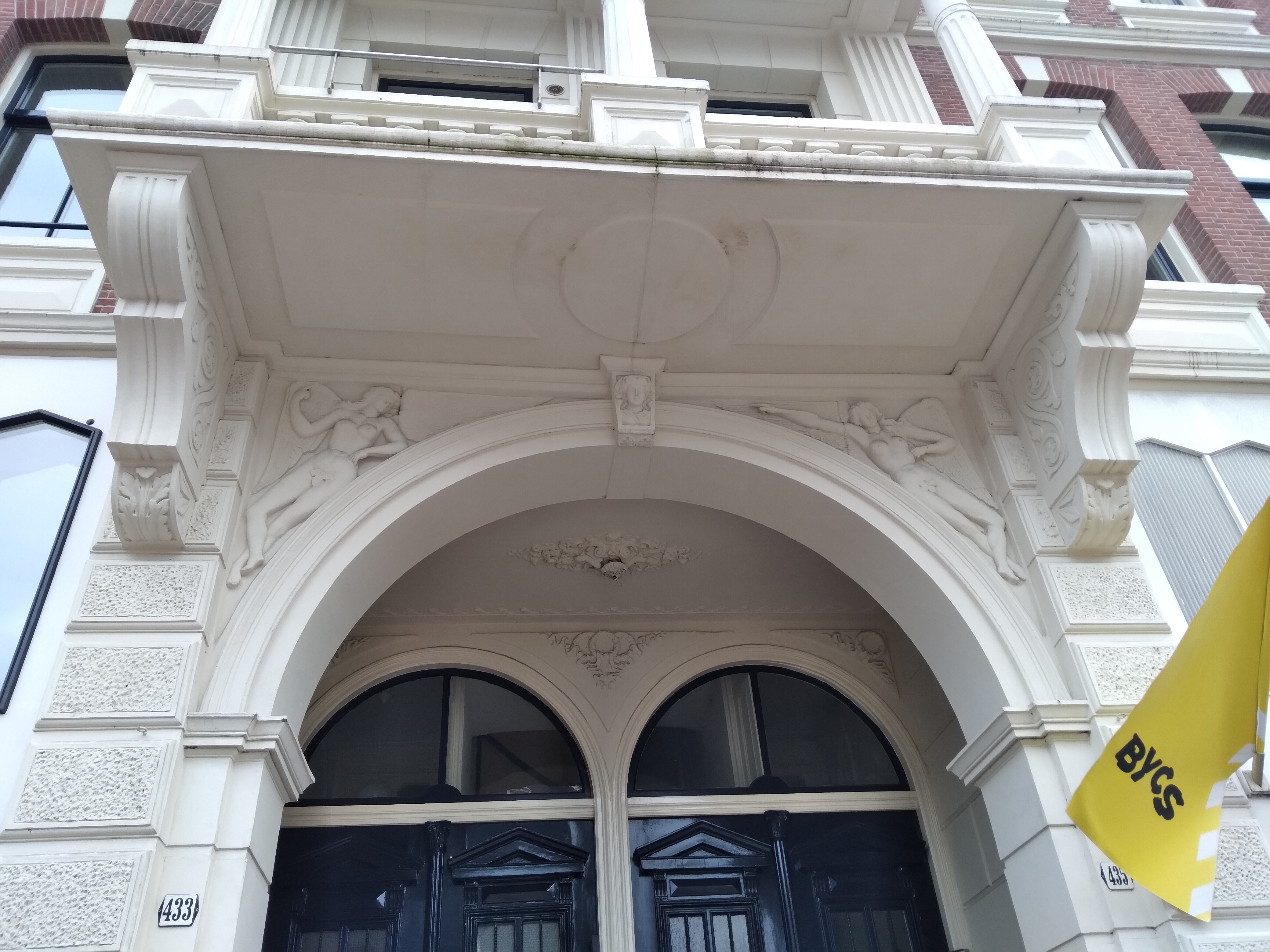
Versierde consoles ondersteunen balkon (januari 2021)